# José Morales (futbolista)
José Morales (Perú, 15 de marzo de 1910-2 de noviembre de 1943) fue un futbolista internacional peruano. Durante su carrera, jugó por el Club Alianza Lima y participó con la selección de fútbol de Perú en los Juegos Olímpicos de 1936 celebrados en Berlín, Alemania.
Era tío del futbolista Víctor "conejo" Benítez y hermano de Julio, Roberto y Ernesto Morales, también futbolistas.

## Trayectoria
Llegó a Alianza Lima en 1931, procedente del Ciclista Lima Association. Morales fue campeón con Alianza en 1931, 1932 y 1933 Marcó un gol en la victoria por 3-1 a la Selección Argentina.

## Selección nacional
Participó con la blanquiroja en el Campeonato Sudamericano 1935 realizado en Perú, en los Juegos olímpicos de Berlín de 1936, en el Campeonato Sudamericano 1937 realizado en Argentina y en los Juegos Bolivarianos de 1938 realizado en Colombia. Jugó 2 partidos con la selección.

#### Participaciones en Campeonatos Sudamericanos
| Copa                         | Sede      | Resultado    |
| ---------------------------- | --------- | ------------ |
| Campeonato Sudamericano 1935 | Perú      | Cuarto lugar |
| Campeonato Sudamericano 1937 | Argentina | Sexto lugar  |

#### Participaciones en Juegos Bolivarianos
| Juegos                      | Sede     | Resultado |
| --------------------------- | -------- | --------- |
| Juegos Bolivarianos de 1938 | Colombia | Campeón   |

Participación en Juegos Olímpicos
| Juegos                          | Sede     | Resultado        |
| ------------------------------- | -------- | ---------------- |
| Juegos Olímpicos de Berlín 1936 | Alemania | Cuartos de final |

## Clubes
| Club          | País | Año       |
| ------------- | ---- | --------- |
| Ciclista Lima | Perú | 1929-1931 |
| Alianza Lima  | Perú | 1931-1940 |

## Palmarés
| Título                         | Club         | País | Año  |
| ------------------------------ | ------------ | ---- | ---- |
| Campeonato Amateur             | Alianza Lima | Perú | 1931 |
| Campeonato Amateur             | Alianza Lima | Perú | 1932 |
| Campeonato Amateur             | Alianza Lima | Perú | 1933 |
| Ascenso a la División de Honor | Alianza Lima | Perú | 1939 |